# Loes van Wersch
Loes van Wersch (Nijmegen, 7 augustus 1967) is een wielrenner uit Koninkrijk der Nederlanden.
In 1995 en 1996 werd Van Wersch Nederlands kampioenschap mountainbike op het onderdeel cross-country.
In januari 1996 werd Van Wersch nationaal kampioene veldrijden, nadat ze eerder al twee maal tweede was geworden.